# Ctenochares
Ctenochares is een geslacht van insecten uit de orde van de vliesvleugeligen (Hymenoptera) en de familie Ichneumonidae.

## Soorten
- C. amoenus (Saussure, 1892)
- C. bicolorus (Linnaeus, 1767)
- C. fulgens (Tosquinet, 1896)
- C. fulvidus (Tosquinet, 1896)
- C. luteus (Cameron, 1906)
- C. madagascariensis (Heinrich, 1938)
- C. microcephalus Morley, 1919
- C. pedestris Matsumura, 1911
- C. rufithorax (Kriechbaumer, 1894)
- C. testaceus Szepligeti, 1908
- C. vigilator (Fabricius, 1781)